# Forze armate moldave
Le forze armate della Repubblica di Moldavia sono il corpo militare della Moldavia.
Lo Stato moldavo non ha uno sbocco al mare e perciò non ha la marina militare.

## Storia
Il 16 marzo 1994, la Repubblica di Moldavia e la NATO hanno firmato il Partenariato per la Pace. L'esercito della Repubblica di Moldova ha un programma di collaborazione con le forze della NATO, spesso conducendo esercitazioni militari e addestramento congiunto. A livello internazionale, l'esercito moldavo non ha preso parte ad azioni militari, ma ha partecipato alle operazioni postbelliche in Iraq negli anni 2003-2008, delegando in Iraq sei contingenti di soldati, per lo più genieri. In totale, gli ingegneri moldavi hanno liquidato circa 400mila mine, proiettili e altre munizioni in Iraq.
Nel 2013, l'allora ministro della difesa della Repubblica di Moldavia, Vitalie Marinuța, ha concordato con i rappresentanti della NATO di impegnare un gruppo di soldati moldavi per mantenere la pace in Kosovo. Così, l'8 marzo 2014, un contingente di 41 soldati moldavi è partito per il Kosovo con un aereo da trasporto militare americano C-130 Hercules: tra loro vi è un plotone di fanteria leggera di 33 soldati, che avrà la missione di sicurezza e guardia di militari e pattugliamento oggetti e una squadra del genio, composta da sette soldati, che parteciperà alla ricostruzione e allo smantellamento delle mine. Della squadra moldava fa parte anche un funzionario di stato maggiore.